# Burgundy School of Business
Burgundy School of Business – europejska szkoła biznesowa posiadająca trzy kampusy: w Dijonie, Lyonie i Paryżu. Założona w 1899. We Francji posiada status grande école.
W 2019 roku BSB uplasowała się na 81. miejscu pośród wszystkich szkół biznesowych w Europie.
Programy studiów realizowane przez BSB posiadają potrójną akredytację przyznaną przez CGE, EQUIS oraz AACSB. Wśród najznamienitszych absolwentów tej uczelni znajdują się między innymi: dyrektor domu mody Möet & Chandon Stéphane Baschiera i dyrektor domu mody Being Antoine Lesec.